# Lista de episódios de Saturday Night Live
Saturday Night Live é um programa semanal de comédia do canal NBC que é transmitido praticamente todos os sábados à noite desde sua estreia em 11 de Outubro de 1975. Trata-se de um dos mais duradouros programas de entretenimento da história da televisão norte-americana. A cada semana, o elenco é incrementado por um convidado especial e uma apresentação musical.
O programa tem sido o trampolim para a carreira da maioria dos astros de humor norte-americano nos últimos trinta anos. Foi criado por Lorne Michaels, e em Janeiro de 2005, teve seu contrato renovado até 2012.
Vai ao ar no Brasil pela Sony Entertainment Television. Em Portugal, foi inicialmente transmitido pela SIC Comédia até ao cancelamento do canal, actualmente passa na FOX Portugal.
Em 2007 a revista Time considerou o SNL o número 1 na lista dos "100 maiores realitys shows de todos os tempos". 

## Resumo da Série
| Temporada | Temporada                   | Episódios    | Exibição Original       | Exibição Original       |
| Temporada | Temporada                   | Episódios    | Season premiere         | Season finale           |
| --------- | --------------------------- | ------------ | ----------------------- | ----------------------- |
|           | 1                           | 24           | 11 de Outubro de 1975   | 31 de Julho de 1976     |
|           | 2                           | 22           | 18 de Setembro de 1976  | 21 de Maio de 1977      |
|           | 3                           | 20           | 24 de Setembro de 1977  | 20 de Maio de 1978      |
|           | 4                           | 20           | 7 de Outubro de 1978    | 26 de Maio de 1979      |
|           | 5                           | 20           | 13 de Outubro de 1979   | 24 de Maio de 1980      |
|           | 6                           | 13           | 15 de Novembro de 1980  | 11 de Abril de 1981     |
|           | 7                           | 20           | 3 de Outubro de 1981    | 22 de Maio de 1982      |
|           | 8                           | 20           | 25 de Setembro de 1982  | 14 de Maio de 1983      |
|           | 9                           | 19           | 8 de Outubro de 1983    | 12 de Maio de 1984      |
|           | 10                          | 17           | 6 de Outubro de 1984    | 13 de Abril de 1985     |
|           | 11                          | 18           | 9 de Novembro de 1985   | 24 de Maio de 1986      |
|           | 12                          | 20           | 11 de Outubro de 1986   | 23 de Maio de 1987      |
|           | 13                          | 13           | 17 de Outubro de 1987   | 27 de Fevereiro de 1988 |
|           | 14                          | 20           | 8 de Outubro de 1988    | 20 de Maio de 1989      |
|           | 15                          | 20           | 30 de Setembro de 1989  | 19 de Maio de 1990      |
|           | 16                          | 20           | 29 de Setembro de 1990  | 18 de Maio de 1991      |
|           | 17                          | 20           | 28 de Setembro de 1991  | 16 de Maio de 1992      |
|           | 18                          | 20           | 26 de Setembro de 1992  | 15 de Maio de 1993      |
|           | 19                          | 20           | 25 de Setembro de 1993  | 14 de Maio de 1994      |
|           | 20                          | 20           | 24 de Setembro de 1994  | 13 de Maio de 1995      |
|           | 21                          | 20           | 30 de Setembro de 1995  | 18 de Maio de 1996      |
|           | 22                          | 20           | 28 de Setembro de 1996  | 17 de Maio de 1997      |
|           | 23                          | 20           | 27 de Setembro de 1997  | 9 de Maio de 1998       |
|           | 24                          | 19           | 26 de Setembro de 1998  | 15 de Maio de 1999      |
|           | 25                          | 20           | 2 de Outubro de 1999    | 20 de Maio de 2000      |
|           | 26                          | 20           | 7 de Outubro de 2000    | 19 de Maio de 2001      |
|           | 27                          | 20           | 29 de Setembro de 2001  | 18 de Maio de 2002      |
|           | 28                          | 20           | 5 de Outubro de 2002    | 17 de Maio de 2003      |
|           | 29                          | 20           | 4 de Outubro de 2003    | 15 de Maio de 2004      |
|           | 30                          | 20           | 2 de Outubro de 2004    | 21 de Maio de 2005      |
|           | 31                          | 19           | 1 de Outubro de 2005    | 20 de Maio de 2006      |
|           | 32                          | 20           | 30 de Setembro de 2006  | 19 de Maio de 2007      |
|           | 33                          | 12           | 29 de Setembro de 2007  | 17 de Maio de 2008      |
|           | 34                          | 22           | 13 de Setembro de 2008  | 16 de Maio de 2009      |
|           | 35                          | 22           | 26 de Setembro de 2009  | 15 de Maio de 2010      |
|           | 36                          | 22           | 25 de Setembro de 2010  | 2011                    |
|           | 37                          | 22           | 24 de Setembro de 2011  | 19 de Maio de 2012      |
|           | 38                          | 21           | 15 de Setembro de 2012  | 18 de Maio de 2013      |
|           | 39                          | 21           | 28 de Setembro de 2013  | 17 de Maio de 2014      |
|           | 40                          | 22           | 27 de Setembro de 2014  | 16 de Maio de 2015      |
|           | 41                          | 21           | 3 de Outubro de 2015    | 21 de Maio de 2016      |
|           | 42                          | 21           | 1 de Outubro de 2016    | 20 de Maio de 2017      |
|           | 43                          | 21           | 30 de Setembro de 2017  | 19 de Maio de 2018      |
|           | 44                          | 21           | 29 de Setembro de 2018  | 18 de Maio de 2019      |
|           | 45                          | 18           | 28 de Setembro de 2019  | 9 de Maio de 2020       |
|           | 46                          | A definir    | Setembro de 2020        | 2021                    |
|           | Saturday Night Live at Home | 3            | 11 de Abril de 2020     | 9 de Maio de 2020       |
|           | Especiais                   | 40 até agora | 28 de Fevereiro de 1977 | —                       |

## Episódios

### 1ª Temporada
|    |             |                                   |                                              |                         |  |
| Nº | Nº na Série | Apresentador(es)/Apresentadora(s) | Convidado/Convidada Musical                  | Exibição Original       |  |
|    |             |                                   |                                              |                         |  |
| 1  | 1           | "George Carlin"                   | Billy Preston                                | 11 de Outubro de 1975   |  |
| 1  | 1           | "George Carlin"                   | Janis Ian                                    | 11 de Outubro de 1975   |  |
|    |             |                                   |                                              |                         |  |
| 2  | 2           | "Paul Simon"                      | Randy Newman                                 | 18 de Outubro de 1975   |  |
| 2  | 2           | "Paul Simon"                      | Phoebe Snow                                  | 18 de Outubro de 1975   |  |
| 2  | 2           | "Paul Simon"                      | Art Garfunkel                                | 18 de Outubro de 1975   |  |
| 2  | 2           | "Paul Simon"                      | Jessy Dixon Singers                          | 18 de Outubro de 1975   |  |
|    |             |                                   |                                              |                         |  |
| 3  | 3           | "Rob Reiner"                      |                                              | 25 de Outubro de 1975   |  |
|    |             |                                   |                                              |                         |  |
| 4  | 4           | "Candice Bergen"                  | Esther Phillips                              | 8 de Novembro de 1975   |  |
|    |             |                                   |                                              |                         |  |
| 5  | 5           | "Robert Klein"                    | ABBA                                         | 15 de Novembro de 1975  |  |
| 5  | 5           | "Robert Klein"                    | Loudon Wainwright III                        | 15 de Novembro de 1975  |  |
|    |             |                                   |                                              |                         |  |
| 6  | 6           | "Lily Tomlin"                     | Tomlin com Howard Shore & the All Nurse Band | 22 de Novembro de 1975  |  |
|    |             |                                   |                                              |                         |  |
| 7  | 7           | "Richard Pryor"                   | Gil Scott-Heron                              | 13 de Dezembro de 1975  |  |
|    |             |                                   |                                              |                         |  |
| 8  | 8           | "Candice Bergen"                  | Martha Reeves                                | 20 de Dezembro de 1975  |  |
| 8  | 8           | "Candice Bergen"                  | The Stylistics                               | 20 de Dezembro de 1975  |  |
|    |             |                                   |                                              |                         |  |
| 9  | 9           | "Elliott Gould"                   | Anne Murray                                  | 10 de Janeiro de 1976   |  |
|    |             |                                   |                                              |                         |  |
| 10 | 10          | "Buck Henry"                      | Bill Withers                                 | 17 de Janeiro de 1976   |  |
| 10 | 10          | Toni Basil                        |                                              | 17 de Janeiro de 1976   |  |
|    |             |                                   |                                              |                         |  |
| 11 | 11          | "Peter Cook"                      | Neil Sedaka                                  | 24 de Janeiro de 1976   |  |
| 11 | 11          | "Dudley Moore"                    | Neil Sedaka                                  | 24 de Janeiro de 1976   |  |
|    |             |                                   |                                              |                         |  |
| 12 | 12          | "Dick Cavett"                     | Jimmy Cliff                                  | 31 de Janeiro de 1976   |  |
|    |             |                                   |                                              |                         |  |
| 13 | 13          | "Peter Boyle"                     | Al Jarreau                                   | 14 de Fevereiro de 1976 |  |
|    |             |                                   |                                              |                         |  |
| 14 | 14          | "Desi Arnaz"                      | Desi Arnaz                                   | 21 de Fevereiro de 1976 |  |
| 14 | 14          | "Desi Arnaz"                      | Desi Arnaz, Jr.                              | 21 de Fevereiro de 1976 |  |
|    |             |                                   |                                              |                         |  |
| 15 | 15          | "Jill Clayburgh"                  | Leon Redbone                                 | 28 de Fevereiro de 1976 |  |
| 15 | 15          | "Jill Clayburgh"                  | The Idlers                                   | 28 de Fevereiro de 1976 |  |
|    |             |                                   |                                              |                         |  |
| 16 | 16          | "Anthony Perkins"                 | Betty Carter                                 | 13 de Março de 1976     |  |
|    |             |                                   |                                              |                         |  |
| 17 | 17          | "Ron Nessen"                      | Patti Smith                                  | 17 de Abril de 1976     |  |
|    |             |                                   |                                              |                         |  |
| 18 | 18          | "Raquel Welch"                    | Phoebe Snow                                  | 24 de Abril de 1976     |  |
| 18 | 18          | John Sebastian                    |                                              |                         |  |
|    |             |                                   |                                              |                         |  |
| 19 | 19          | "Madeline Kahn"                   | Carly Simon                                  | 8 de Maio de 1976       |  |
|    |             |                                   |                                              |                         |  |
| 20 | 20          | "Dyan Cannon"                     | Leon and Mary Russell                        | 15 de Maio de 1976      |  |
|    |             |                                   |                                              |                         |  |
| 21 | 21          | "Buck Henry"                      | Gordon Lightfoot                             | 22 de Maio de 1976      |  |
| 21 | 21          | "Buck Henry"                      | Garrett Morris                               | 22 de Maio de 1976      |  |
|    |             |                                   |                                              |                         |  |
| 22 | 22          | "Elliott Gould"                   | Leon Redbone                                 | 29 de Maio de 1976      |  |
| 22 | 22          | "Elliott Gould"                   | Harlan Collins                               | 29 de Maio de 1976      |  |
| 22 | 22          | "Elliott Gould"                   | Joyce Everson                                | 29 de Maio de 1976      |  |
|    |             |                                   |                                              |                         |  |
| 23 | 23          | "Louise Lasser"                   | Preservation Hall Jazz Band                  | 24 de Julho de 1976     |  |
|    |             |                                   |                                              |                         |  |
| 24 | 24          | "Kris Kristofferson"              | Rita Coolidge                                | 31 de Julho de 1976     |  |
|    |             |                                   |                                              |                         |  |

### 2ª Temporada
|              |                 |                                   |                                            |                         |  |
| Nº           | Nº na Série     | Apresentador(es)/Apresentadora(s) | Convidado/Convidada Musical                | Exibição Original       |  |
|              |                 |                                   |                                            |                         |  |
| 1            | 25              | "Lily Tomlin"                     | James Taylor                               | 18 de Setembro de 1976  |  |
|              |                 |                                   |                                            |                         |  |
| 2            | 26              | "Norman Lear"                     | Boz Scaggs                                 | 25 de Setembro de 1976  |  |
|              |                 |                                   |                                            |                         |  |
| 3            | 27              | "Eric Idle"                       | Joe Cocker                                 | 2 de Outubro de 1976    |  |
| 3            | 27              | "Eric Idle"                       | Stuff                                      | 2 de Outubro de 1976    |  |
|              |                 |                                   |                                            |                         |  |
| 4            | 28              | "Karen Black"                     | John Prine                                 | 16 de Outubro de 1976   |  |
|              |                 |                                   |                                            |                         |  |
| 5            | 29              | "Steve Martin"                    | Kinky Friedman                             | 23 de Outubro de 1976   |  |
|              |                 |                                   |                                            |                         |  |
| 6            | 30              | "Buck Henry"                      | The Band                                   | 30 de Outubro de 1976   |  |
|              |                 |                                   |                                            |                         |  |
| 7            | 31              | "Dick Cavett"                     | Ry Cooder                                  | 13 de Novembro de 1976  |  |
|              |                 |                                   |                                            |                         |  |
| 8            | 32              | "Paul Simon"                      | Paul Simon                                 | 20 de Novembro de 1976  |  |
| 8            | George Harrison |                                   |                                            | 20 de Novembro de 1976  |  |
|              |                 |                                   |                                            |                         |  |
| 9            | 33              | "Jodie Foster"                    | Brian Wilson                               | 27 de Novembro de 1976  |  |
|              |                 |                                   |                                            |                         |  |
| 10           | 34              | "Candice Bergen"                  | Frank Zappa com Don Pardo como "The Slime" | 11 de Dezembro de 1976  |  |
|              |                 |                                   |                                            |                         |  |
| 11           | 35              | "Ralph Nader"                     | George Benson                              | 15 de Janeiro de 1977   |  |
|              |                 |                                   |                                            |                         |  |
| 12           | 36              | "Ruth Gordon"                     | Chuck Berry                                | 22 de Janeiro de 1977   |  |
|              |                 |                                   |                                            |                         |  |
| 13           | 37              | "Fran Tarkenton"                  | Leo Sayer                                  | 29 de Janeiro de 1977   |  |
| Donny Harper |                 |                                   |                                            | 29 de Janeiro de 1977   |  |
|              |                 |                                   |                                            |                         |  |
| 14           | 38              | "Steve Martin"                    | The Kinks                                  | 26 de Fevereiro de 1977 |  |
|              |                 |                                   |                                            |                         |  |
| 15           | 39              | "Sissy Spacek"                    | Richard Baskin                             | 12 de Março de 1977     |  |
|              |                 |                                   |                                            |                         |  |
| 16           | 40              | "Broderick Crawford"              | Levon Helm                                 | 19 de Março de 1977     |  |
| Dr. John     |                 |                                   |                                            | 19 de Março de 1977     |  |
| The Meters   |                 |                                   |                                            | 19 de Março de 1977     |  |
|              |                 |                                   |                                            |                         |  |
| 17           | 41              | "Jack Burns"                      | Santana                                    | 26 de Março de 1977     |  |
|              |                 |                                   |                                            |                         |  |
| 18           | 42              | "Julian Bond"                     | Tom Waits                                  | 9 de Abril de 1977      |  |
| Brick        |                 |                                   |                                            | 9 de Abril de 1977      |  |
|              |                 |                                   |                                            |                         |  |
| 19           | 43              | "Elliott Gould"                   | McGarrigle Sisters                         | 16 de Abril de 1977     |  |
| Roslyn Kind  |                 |                                   |                                            | 16 de Abril de 1977     |  |
|              |                 |                                   |                                            |                         |  |
| 20           | 44              | "Eric Idle"                       | Alan Price                                 | 23 de Abril de 1977     |  |
| Neil Innes   |                 |                                   |                                            |                         |  |
|              |                 |                                   |                                            |                         |  |
| 21           | 45              | "Shelley Duvall"                  | Joan Armatrading                           | 14 de Maio de 1977      |  |
|              |                 |                                   |                                            |                         |  |
| 22           | 46              | "Buck Henry"                      | Jennifer Warnes                            | 21 de Maio de 1977      |  |
| Kenny Vance  |                 |                                   |                                            | 21 de Maio de 1977      |  |
|              |                 |                                   |                                            |                         |  |

### 3ª Temporada
|    |             |                                   |                             |                         |  |  |  |
| Nº | Nº na Série | Apresentador(es)/Apresentadora(s) | Convidado/Convidada Musical | Exibição Original       |  |  |  |
|    |             |                                   |                             |                         |  |  |  |
| 1  | 47          | "Steve Martin"                    | Jackson Browne              | 24 de Setembro de 1977  |  |  |  |
|    |             |                                   |                             |                         |  |  |  |
| 2  | 48          | "Madeline Kahn"                   | Taj Mahal                   | 8 de Outubro de 1977    |  |  |  |
|    |             |                                   |                             |                         |  |  |  |
| 3  | 49          | "Hugh Hefner"                     | Libby Titus                 | 15 de Outubro de 1977   |  |  |  |
|    |             |                                   |                             |                         |  |  |  |
| 4  | 50          | "Charles Grodin"                  | Paul Simon                  | 29 de Outubro de 1977   |  |  |  |
|    |             |                                   |                             |                         |  |  |  |
| 5  | 51          | "Ray Charles"                     | Ray Charles                 | 12 de Novembro de 1977  |  |  |  |
|    |             |                                   |                             |                         |  |  |  |
| 6  | 52          | "Buck Henry"                      | Leon Redbone                | 19 de Novembro de 1977  |  |  |  |
|    |             |                                   |                             |                         |  |  |  |
| 7  | 53          | "Mary Kay Place"                  | Willie Nelson               | 10 de Dezembro de 1977  |  |  |  |
|    |             |                                   |                             |                         |  |  |  |
| 8  | 54          | "Miskel Spillman"                 | Elvis Costello              | 17 de Dezembro de 1977  |  |  |  |
|    |             |                                   |                             |                         |  |  |  |
| 9  | 55          | "Steve Martin"                    | Randy Newman                | 21 de Janeiro de 1978   |  |  |  |
| 9  | 55          | "Steve Martin"                    | The Dirt Band               | 21 de Janeiro de 1978   |  |  |  |
| 9  | 55          | "Steve Martin"                    |                             |                         |  |  |  |
| 10 | 56          | "Robert Klein"                    | Bonnie Raitt                | 28 de Janeiro de 1978   |  |  |  |
|    |             |                                   |                             |                         |  |  |  |
| 11 | 57          | "Chevy Chase"                     | Billy Joel                  | 18 de Fevereiro de 1978 |  |  |  |
|    |             |                                   |                             |                         |  |  |  |
| 12 | 58          | "O. J. Simpson"                   | Ashford and Simpson         | 25 de Fevereiro de 1978 |  |  |  |
|    |             |                                   |                             |                         |  |  |  |
| 13 | 59          | "Art Garfunkel"                   | Stephen Bishop              | 11 de Março de 1978     |  |  |  |
|    |             |                                   |                             |                         |  |  |  |
| 14 | 60          | "Jill Clayburgh"                  | Eddie Money                 | 18 de Março de 1978     |  |  |  |
|    |             |                                   |                             |                         |  |  |  |
| 15 | 61          | "Christopher Lee"                 | Meat Loaf                   | 25 de Março de 1978     |  |  |  |
|    |             |                                   |                             |                         |  |  |  |
| 16 | 62          | "Michael Palin"                   | Eugene Record               | 8 de Abril de 1978      |  |  |  |
|    |             |                                   |                             |                         |  |  |  |
| 17 | 63          | "Michael Sarrazin"                | Keith Jarrett               | 15 de Abril de 1978     |  |  |  |
|    |             |                                   |                             |                         |  |  |  |
| 18 | 64          | "Steve Martin"                    | The Blues Brothers          | 22 de Abril de 1978     |  |  |  |
|    |             |                                   |                             |                         |  |  |  |
| 19 | 65          | "Richard Dreyfuss"                | Jimmy Buffett               | 13 de Maio de 1978      |  |  |  |
| 19 | 65          | "Richard Dreyfuss"                | Richard Dreyfuss            | 13 de Maio de 1978      |  |  |  |
| 19 | 65          | "Richard Dreyfuss"                | Gary Tigerman               | 13 de Maio de 1978      |  |  |  |
|    |             |                                   |                             |                         |  |  |  |
| 20 | 66          | "Buck Henry"                      | Sun Ra                      | 20 de Maio de 1978      |  |  |  |
|    |             |                                   |                             |                         |  |  |  |

### 4ª Temporada
|    |             |                                   |                                              |                         |  |
| Nº | Nº na Série | Apresentador(es)/Apresentadora(s) | Convidado/Convidada Musical                  | Exibição Original       |  |
|    |             |                                   |                                              |                         |  |
| 1  | 67          | "The Rolling Stones'"             | The Rolling Stones                           | 7 de Outubro de 1978    |  |
|    |             |                                   |                                              |                         |  |
| 2  | 68          | "Fred Willard"                    | Devo                                         | 14 de Outubro de 1978   |  |
|    |             |                                   |                                              |                         |  |
| 3  | 69          | "Frank Zappa"                     | Frank Zappa                                  | 21 de Outubro de 1978   |  |
|    |             |                                   |                                              |                         |  |
| 4  | 70          | "Steve Martin"                    | Van Morrison                                 | 4 de Novembro de 1978   |  |
|    |             |                                   |                                              |                         |  |
| 5  | 71          | "Buck Henry"                      | Grateful Dead                                | 11 de Novembro de 1978  |  |
|    |             |                                   |                                              |                         |  |
| 6  | 72          | "Carrie Fisher"                   | The Blues Brothers                           | 18 de Novembro de 1978  |  |
|    |             |                                   |                                              |                         |  |
| 7  | 73          | "Walter Matthau"                  | Garrett Morris                               | 2 de Dezembro de 1978   |  |
|    |             |                                   |                                              |                         |  |
| 8  | 74          | "Eric Idle"                       | Kate Bush                                    | 9 de Dezembro de 1978   |  |
|    |             |                                   |                                              |                         |  |
| 9  | 75          | "Elliott Gould"                   | Peter Tosh com Mick Jagger                   | 16 de Dezembro de 1978  |  |
|    |             |                                   |                                              |                         |  |
| 10 | 76          | "Michael Palin"                   | The Doobie Brothers                          | 27 de Janeiro de 1979   |  |
|    |             |                                   |                                              |                         |  |
| 11 | 77          | "Cicely Tyson"                    | Talking Heads                                | 10 de Fevereiro de 1979 |  |
|    |             |                                   |                                              |                         |  |
| 12 | 78          | "Rick Nelson"                     | Judy Collins                                 | 17 de Fevereiro de 1979 |  |
|    |             |                                   |                                              |                         |  |
| 13 | 79          | "Kate Jackson"                    | Delbert McClinton                            | 24 de Fevereiro de 1979 |  |
|    |             |                                   |                                              |                         |  |
| 14 | 80          | "Gary Busey"                      | Eubie Blake & Gregory Hines                  | 10 de Março de 1979     |  |
| 14 | 80          | "Gary Busey"                      | Gary Busey com Rick Danko & Paul Butterfield | 10 de Março de 1979     |  |
|    |             |                                   |                                              |                         |  |
| 15 | 81          | "Margot Kidder"                   | The Chieftains                               | 17 de Março de 1979     |  |
|    |             |                                   |                                              |                         |  |
| 16 | 82          | "Richard Benjamin"                | Rickie Lee Jones                             | 7 de Abril de 1979      |  |
|    |             |                                   |                                              |                         |  |
| 17 | 83          | "Milton Berle"                    | Ornette Coleman                              | 14 de Abril de 1979     |  |
|    |             |                                   |                                              |                         |  |
| 18 | 84          | "Michael Palin"                   | James Taylor                                 | 12 de Maio de 1979      |  |
|    |             |                                   |                                              |                         |  |
| 19 | 85          | "Maureen Stapleton"               | Linda Ronstadt                               | 19 de Maio de 1979      |  |
| 19 | 85          | "Maureen Stapleton"               | Phoebe Snow                                  | 19 de Maio de 1979      |  |
|    |             |                                   |                                              |                         |  |
| 20 | 86          | "Buck Henry"                      | Bette Midler                                 | 26 de Maio de 1979      |  |
|    |             |                                   |                                              |                         |  |

### 5ª Temporada
1. "Steve Martin"
2. "Eric Idle"
3. "Bill Russell"
4. "Buck Henry"
5. "Bea Arthur"
6. "Howard Hesseman"
7. "Martin Sheen"
8. "Ted Knight"
9. "Teri Garr"
10. "Chevy Chase"
11. "Elliott Gould"
12. "Kirk Douglas"
13. "Rodney Dangerfield"
14. "(ninguém)" (episódio 100)
15. "Richard Benjamin e Paula Prentiss"
16. "Burt Reynolds"
17. "Strother Martin"
18. "Bob Newhart"
19. "Steve Martin"
20. "Buck Henry"

### 6ª Temporada
1. "Elliott Gould"
2. "Malcolm McDowell"
3. "Ellen Burstyn"
4. "Jamie Lee Curtis"
5. "David Carradine"
6. "Ray Sharkey"
7. "Karen Black"
8. "Robert Hays"
9. "Sally Kellerman"
10. "Deborah Harry"
11. "Charlene Tilton"
12. "Bill Murray"
13. "(ninguém)"

### 7ª Temporada
1. "(ninguém)"
2. "Susan Saint James"
3. "George Kennedy"
4. "Donald Pleasence"
5. "Lauren Hutton"
6. "Bernadette Peters"
7. "Tim Curry"
8. "Bill Murray"
9. "Robert Conrad"
10. "John Madden"
11. "James Coburn"
12. "Bruce Dern"
13. "Elizabeth Ashley"
14. "Robert Urich"
15. "Blythe Danner"
16. "Daniel J. Travanti"
17. "Johnny Cash"
18. "Robert Culp"
19. "Danny DeVito"
20. "Olivia Newton-John"

### 8ª Temporada
1. "Chevy Chase"
2. "Louis Gossett, Jr."
3. "Ron Howard"
4. "Howard Hesseman"
5. "Michael Keaton"
6. "Robert Blake"
7. "Drew Barrymore"
8. "The Smothers Brothers"
9. "Eddie Murphy"
10. "Lily Tomlin"
11. "Rick Moranis e Dave Thomas"
12. "Sid Caesar"
13. "Howard Hesseman"
14. "Beau Bridges e Jeff Bridges"
15. "Bruce Dern"
16. "Robert Guillaume"
17. "Joan Rivers"
18. "Susan Saint James"
19. "Stevie Wonder"
20. "Ed Koch"

### 9ª Temporada
1. "Brandon Tartikoff"
2. "Danny DeVito e Rhea Perlman"
3. "John Candy"
4. "Betty Thomas"
5. "Teri Garr"
6. "Jerry Lewis"
7. "The Smothers Brothers"
8. "Flip Wilson"
9. "Don Novello"
10. "Michael Palin"
11. "Don Rickles"
12. "Robin Williams"
13. "Jamie Lee Curtis"
14. "Edwin Newman"
15. "Billy Crystal"
16. "Michael Douglas"
17. "George McGovern"
18. "Barry Bostwick"
19. "Billy Crystal, Ed Koch, Edwin Newman, Don Novello e Betty Thomas"

### 10ª temporada
|                |             |                                   |                                  |                         |  |
| Nº             | Nº na Série | Apresentador(es)/Apresentadora(s) | Convidado/Convidada Musical      | Exibição Original       |  |
|                |             |                                   |                                  |                         |  |
| 1              | 179         | "(ninguém)"                       | Thompson Twins                   | 6 outubro de 1984       |  |
|                |             |                                   |                                  |                         |  |
| 2              | 180         | "Bob Uecker"                      | Peter Wolf                       | 13 de Outubro de 1984   |  |
|                |             |                                   |                                  |                         |  |
| 3              | 181         | "Jesse Jackson"                   | Andrae Crouch                    | 20 de Outubro de 1984   |  |
| Wintley Phipps |             |                                   |                                  |                         |  |
|                |             |                                   |                                  |                         |  |
| 4              | 182         | "Michael McKean"                  | Chaka Khan                       | 3 de Novembro de 1984   |  |
| The Folksmen   |             |                                   |                                  |                         |  |
|                |             |                                   |                                  |                         |  |
| 5              | 183         | "George Carlin"                   | Frankie Goes to Hollywood        | 10 de Novembro de 1984  |  |
|                |             |                                   |                                  |                         |  |
| 6              | 184         | "Ed Asner"                        | The Kinks                        | 17 de Novembro de 1984  |  |
|                |             |                                   |                                  |                         |  |
| 7              | 185         | "Ed Begley, Jr."                  | Billy Squier                     | 1 de Dezembro de 1984   |  |
|                |             |                                   |                                  |                         |  |
| 8              | 186         | "Ringo Starr"                     | Herbie Hancock                   | 8 de Dezembro de 1984   |  |
|                |             |                                   |                                  |                         |  |
| 9              | 187         | "Eddie Murphy"                    | Robert Plant & the Honeydrippers | 15 de Dezembro de 1984  |  |
|                |             |                                   |                                  |                         |  |
| 10             | 188         | "Kathleen Turner"                 | John Waite                       | 12 de Janeiro de 1985   |  |
|                |             |                                   |                                  |                         |  |
| 11             | 189         | "Roy Scheider"                    | Billy Ocean                      | 19 de Janeiro de 1985   |  |
|                |             |                                   |                                  |                         |  |
| 12             | 190         | "Alex Karras"                     | Tina Turner                      | 2 de Fevereiro de 1985  |  |
|                |             |                                   |                                  |                         |  |
| 13             | 191         | "Harry Anderson"                  | Bryan Adams                      | 9 de Fevereiro de 1985  |  |
|                |             |                                   |                                  |                         |  |
| 14             | 192         | "Pamela Sue Martin"               | Power Station                    | 16 de Fevereiro de 1985 |  |
|                |             |                                   |                                  |                         |  |
| 15             | 193         | "Mr. T"                           | The Commodores                   | 30 de Março de 1985     |  |
| "Hulk Hogan"   |             |                                   |                                  |                         |  |
|                |             |                                   |                                  |                         |  |
| 16             | 194         | "Christopher Reeve"               | Santana                          | 6 de Abril de 1985      |  |
|                |             |                                   |                                  |                         |  |
| 17             | 195         | "Howard Cosell"                   | Greg Kihn                        | 13 de Abril de 1985     |  |
|                |             |                                   |                                  |                         |  |

### 11ª Temporada
1. "Madonna"
2. "Chevy Chase"
3. "Paul Reubens"
4. "John Lithgow"
5. "Tom Hanks"
6. "Teri Garr"
7. "Harry Dean Stanton"
8. "Dudley Moore"
9. "Ron Reagan"
10. "Jerry Hall"
11. "Jay Leno"
12. "Griffin Dunne"
13. "George Wendt e Francis Ford Coppola"
14. "Oprah Winfrey"
15. "Tony Danza"
16. "Catherine Oxenberg e Paul Simon"
17. "Jimmy Breslin e Marvin Hagler"
18. "Anjelica Huston e Billy Martin"

### 12ª Temporada
1. "Sigourney Weaver"
2. "Malcolm-Jamal Warner"
3. "Rosanna Arquette"
4. "Sam Kinison"
5. "Robin Williams"
6. "Chevy Chase, Steve Martin e Martin Short"
7. "Steve Guttenberg"
8. "William Shatner"
9. "Joe Montana e Walter Payton"
10. "Paul Shaffer"
11. "Bronson Pinchot"
12. "Willie Nelson"
13. "Valerie Bertinelli"
14. "Bill Murray"
15. "Charlton Heston"
16. "John Lithgow"
17. "John Larroquette"
18. "Mark Harmon"
19. "Garry Shandling"
20. "Dennis Hopper"

### 13ª Temporada
|    |             |                                   |                             |                         |
| Nº | Nº na Série | Apresentador(es)/Apresentadora(s) | Convidado/Convidada Musical | Exibição Original       |
|    |             |                                   |                             |                         |
| 1  | 234         | "Steve Martin"                    | Sting                       | 17 de Outubro de 1987   |
|    |             |                                   |                             |                         |
| 2  | 235         | "Sean Penn"                       | LL Cool J                   | 24 de Outubro de 1987   |
| 2  | 235         | "Sean Penn"                       | Michael Penn                | 24 de Outubro de 1987   |
|    |             |                                   |                             |                         |
| 3  | 236         | "Dabney Coleman"                  | The Cars                    | 31 de Outubro de 1987   |
|    |             |                                   |                             |                         |
| 4  | 237         | "Robert Mitchum"                  | Simply Red                  | 14 de Novembro de 1987  |
|    |             |                                   |                             |                         |
| 5  | 238         | "Candice Bergen"                  | Cher                        | 21 de Novembro de 1987  |
|    |             |                                   |                             |                         |
| 6  | 239         | "Danny DeVito"                    | Bryan Ferry                 | 5 de Dezembro de 1987   |
|    |             |                                   |                             |                         |
| 7  | 240         | "Angie Dickinson"                 | Buster Poindexter           | 12 de Dezembro de 1987  |
| 7  | 240         | "Angie Dickinson"                 | David Gilmour               | 12 de Dezembro de 1987  |
|    |             |                                   |                             |                         |
| 8  | 241         | "Paul Simon"                      | Linda Ronstadt              | 19 de Dezembro de 1987  |
|    |             |                                   |                             |                         |
| 9  | 242         | "Robin Williams"                  | James Taylor                | 23 de Janeiro de 1988   |
|    |             |                                   |                             |                         |
| 10 | 243         | "Carl Weathers"                   | Robbie Robertson            | 30 de Janeiro de 1988   |
|    |             |                                   |                             |                         |
| 11 | 244         | "Justine Bateman"                 | Terence Trent D'Arby        | 13 de Fevereiro de 1988 |
|    |             |                                   |                             |                         |
| 12 | 245         | "Tom Hanks"                       | Randy Travis                | 20 de Fevereiro de 1988 |
|    |             |                                   |                             |                         |
| 13 | 246         | "Judge Reinhold"                  | 10,000 Maniacs              | 27 de Fevereiro de 1988 |
|    |             |                                   |                             |                         |

### 14ª Temporada
1. "Tom Hanks"
2. "Matthew Broderick"
3. "John Larroquette"
4. "Matthew Modine"
5. "Demi Moore"
6. "John Lithgow"
7. "Danny DeVito"
8. "Kevin Kline"
9. "Melanie Griffith"
10. "John Malkovich"
11. "Tony Danza"
12. "Ted Danson"
13. "Leslie Nielsen"
14. "Glenn Close"
15. "Mary Tyler Moore"
16. "Mel Gibson"
17. "Dolly Parton"
18. "Geena Davis"
19. "Wayne Gretzky"
20. "Steve Martin"

### 15ª Temporada
1. "Bruce Willis"
2. "Rick Moranis"
3. "Kathleen Turner"
4. "James Woods"
5. "Chris Evert"
6. "Woody Harrelson"
7. "John Goodman"
8. "Robert Wagner"
9. "Andie MacDowell"
10. "Ed O'Neill"
11. "Christopher Walken"
12. "Quincy Jones"
13. "Tom Hanks"
14. "Fred Savage"
15. "Rob Lowe"
16. "Debra Winger"
17. "Corbin Bernsen"
18. "Alec Baldwin"
19. "Andrew Dice Clay"
20. "Candice Bergen"

### 16ª Temporada
1. "Kyle MacLachlan"
2. "Susan Lucci"
3. "George Steinbrenner"
4. "Patrick Swayze"
5. "Jimmy Smits"
6. "Dennis Hopper"
7. "John Goodman"
8. "Tom Hanks"
9. "Dennis Quaid"
10. "Joe Mantegna"
11. "Sting"
12. "Kevin Bacon"
13. "Roseanne Barr"
14. "Alec Baldwin"
15. "Michael J. Fox"
16. "Jeremy Irons"
17. "Catherine O'Hara"
18. "Steven Seagal"
19. "Delta Burke"
20. "George Wendt"

### 17ª Temporada
1. "Michael Jordan"
2. "Jeff Daniels"
3. "Kirstie Alley"
4. "Christian Slater"
5. "Kiefer Sutherland"
6. "Linda Hamilton"
7. "Macaulay Culkin"
8. "MC Hammer"
9. "Steve Martin"
10. "Rob Morrow"
11. "Chevy Chase"
12. "Susan Dey"
13. "Jason Priestley"
14. "Roseanne Arnold e Tom Arnold"
15. "John Goodman"
16. "Mary Stuart Masterson"
17. "Sharon Stone"
18. "Jerry Seinfeld"
19. "Tom Hanks"
20. "Woody Harrelson"

### 18ª Temporada
1. "Nicolas Cage"
2. "Tim Robbins"
3. "Joe Pesci"
4. "Christopher Walken"
5. "Catherine O'Hara"
6. "Michael Keaton"
7. "Sinbad"
8. "Tom Arnold"
9. "Glenn Close"
10. "Danny DeVito"
11. "Harvey Keitel"
12. "Luke Perry"
13. "Alec Baldwin"
14. "Bill Murray"
15. "John Goodman"
16. "Miranda Richardson"
17. "Jason Alexander"
18. "Kirstie Alley"
19. "Christina Applegate"
20. "Kevin Kline"

### 19ª Temporada
1. "Charles Barkley"
2. "Shannen Doherty"
3. "Jeff Goldblum"
4. "John Malkovich"
5. "Christian Slater"
6. "Rosie O'Donnell"
7. "Nicole Kidman"
8. "Charlton Heston"
9. "Sally Field"
10. "Jason Patric"
11. "Sara Gilbert"
12. "Patrick Stewart"
13. "Alec Baldwin e Kim Basinger"
14. "Martin Lawrence"
15. "Nancy Kerrigan"
16. "Helen Hunt"
17. "Kelsey Grammer"
18. "Emilio Estevez"
19. "John Goodman"
20. "Heather Locklear"

### 20ª Temporada
|            |             |                                   |                             |                         |  |
| Nº         | Nº na Série | Apresentador(es)/Apresentadora(s) | Convidado/Convidada Musical | Exibição Original       |  |
|            |             |                                   |                             |                         |  |
| 1          | 367         | "Steve Martin"                    | Eric Clapton                | 24 de Setembro de 1994  |  |
|            |             |                                   |                             |                         |  |
| 2          | 368         | "Marisa Tomei"                    | Bonnie Raitt                | 1 de Outubro de 1994    |  |
|            |             |                                   |                             |                         |  |
| 3          | 369         | "John Travolta"                   | Seal                        | 15 de Outubro de 1994   |  |
|            |             |                                   |                             |                         |  |
| 4          | 370         | "Dana Carvey"                     | Edie Brickell               | 22 de Outubro de 1994   |  |
| Paul Simon | 370         | "Dana Carvey"                     |                             | 22 de Outubro de 1994   |  |
|            |             |                                   |                             |                         |  |
| 5          | 371         | "Sarah Jessica Parker"            | R.E.M.                      | 12 de Novembro de 1994  |  |
|            |             |                                   |                             |                         |  |
| 6          | 372         | "John Turturro"                   | Tom Petty                   | 19 de Novembro de 1994  |  |
|            |             |                                   |                             |                         |  |
| 7          | 373         | "Roseanne"                        | Green Day                   | 3 de Dezembro de 1994   |  |
|            |             |                                   |                             |                         |  |
| 8          | 374         | "Alec Baldwin"                    | Beastie Boys                | 10 de Dezembro de 1994  |  |
|            |             |                                   |                             |                         |  |
| 9          | 375         | "George Foreman"                  | Hole                        | 17 de Dezembro de 1994  |  |
|            |             |                                   |                             |                         |  |
| 10         | 376         | "Jeff Daniels"                    | Luscious Jackson (en)       | 14 de Janeiro de 1995   |  |
|            |             |                                   |                             |                         |  |
| 11         | 377         | "David Hyde Pierce"               | Live                        | 21 de Janeiro de 1995   |  |
|            |             |                                   |                             |                         |  |
| 12         | 378         | "Bob Newhart"                     | Des'ree                     | 11 de Fevereiro de 1995 |  |
|            |             |                                   |                             |                         |  |
| 13         | 379         | "Deion Sanders"                   | Bon Jovi                    | 18 de Fevereiro de 1995 |  |
| 13         | 379         | "Deion Sanders"                   | Deion Sanders               | 18 de Fevereiro de 1995 |  |
|            |             |                                   |                             |                         |  |
| 14         | 380         | "George Clooney"                  | The Cranberries             | 25 Fevereiro 1995       |  |
|            |             |                                   |                             |                         |  |
| 15         | 381         | "Paul Reiser"                     | Annie Lennox                | 18 de Março de 1995     |  |
|            |             |                                   |                             |                         |  |
| 16         | 382         | "Dan Aykroyd"                     | The Tragically Hip          | 25 de Março de 1995     |  |
|            |             |                                   |                             |                         |  |
| 17         | 383         | "Damon Wayans"                    | Dionne Farris               | 8 de Abril de 1995      |  |
|            |             |                                   |                             |                         |  |
| 18         | 384         | "Courteney Cox"                   | Dave Matthews Band          | 15 de Abril de 1995     |  |
|            |             |                                   |                             |                         |  |
| 19         | 385         | "Bob Saget"                       | TLC                         | 6 de Maio de 1995       |  |
|            |             |                                   |                             |                         |  |
| 20         | 386         | "David Duchovny"                  | Rod Stewart                 | 13 de Maio de 1995      |  |
|            |             |                                   |                             |                         |  |

### 21ª Temporada
1. "Mariel Hemingway"
2. "Chevy Chase"
3. "David Schwimmer"
4. "Gabriel Byrne"
5. "Quentin Tarantino"
6. "Laura Leighton"
7. "Anthony Edwards"
8. "David Alan Grier"
9. "Madeline Kahn"
10. "Christopher Walken"
11. "Alec Baldwin"
12. "Danny Aiello"
13. "Tom Arnold"
14. "Elle MacPherson"
15. "John Goodman"
16. "Phil Hartman"
17. "Steve Forbes"
18. "Teri Hatcher"
19. "Christine Baranski"
20. "Jim Carrey"

### 22ª Temporada
1. "Tom Hanks"
2. "Lisa Kudrow"
3. "Bill Pullman"
4. "Dana Carvey"
5. "Chris Rock"
6. "Robert Downey, Jr."
7. "Phil Hartman"
8. "Martin Short"
9. "Rosie O'Donnell"
10. "Kevin Spacey"
11. "David Alan Grier"
12. "Neve Campbell"
13. "Chevy Chase"
14. "Alec Baldwin"
15. "Sting"
16. "Mike Myers"
17. "Rob Lowe"
18. "Pamela Anderson"
19. "John Goodman"
20. "Jeff Goldblum"

### 23ª Temporada
1. "Sylvester Stallone"
2. "Matthew Perry"
3. "Brendan Fraser"
4. "Chris Farley"
5. "Jon Lovitz"
6. "Claire Danes"
7. "Rudolph Giuliani"
8. "Nathan Lane"
9. "Helen Hunt"
10. "Samuel L. Jackson"
11. "Sarah Michelle Gellar"
12. "John Goodman"
13. "Roma Downey"
14. "Garth Brooks"
15. "Scott Wolf"
16. "Julianne Moore"
17. "Steve Buscemi"
18. "Greg Kinnear"
19. "Matthew Broderick"
20. "David Duchovny"

### 24ª Temporada
1. "Cameron Diaz"
2. "Kelsey Grammer"
3. "Lucy Lawless"
4. "Ben Stiller"
5. "David Spade"
6. "Joan Allen"
7. "Jennifer Love Hewitt"
8. "Vince Vaughn"
9. "Alec Baldwin"
10. "Bill Paxton"
11. "James Van Der Beek"
12. "Gwyneth Paltrow"
13. "Brendan Fraser"
14. "Bill Murray"
15. "Ray Romano"
16. "Drew Barrymore"
17. "John Goodman"
18. "Cuba Gooding, Jr."
19. "Sarah Michelle Gellar"

### 25ª Temporada
1. "Jerry Seinfeld"
2. "Heather Graham"
3. "Norm Macdonald"
4. "Dylan McDermott"
5. "Garth Brooks"
6. "Jennifer Aniston"
7. "Christina Ricci"
8. "Danny DeVito"
9. "Jamie Foxx"
10. "Freddie Prinze, Jr."
11. "Alan Cumming"
12. "Julianna Margulies"
13. "Ben Affleck"
14. "Joshua Jackson"
15. "Dwayne Johnson"
16. "Christopher Walken"
17. "Tobey Maguire"
18. "John Goodman"
19. "Britney Spears"
20. "Jackie Chan"

### 26ª Temporada
1. "Rob Lowe"
2. "Kate Hudson"
3. "Dana Carvey"
4. "Charlize Theron"
5. "Calista Flockhart"
6. "Tom Green"
7. "Val Kilmer"
8. "Lucy Liu"
9. "Charlie Sheen"
10. "Mena Suvari"
11. "Jennifer Lopez"
12. "Sean Hayes"
13. "Katie Holmes"
14. "Conan O'Brien"
15. "Julia Stiles"
16. "Alec Baldwin"
17. "Renée Zellweger"
18. "Pierce Brosnan"
19. "Lara Flynn Boyle"
20. "Christopher Walken"

### 27ª Temporada
1. "Rudy Giuliani e Reese Witherspoon"
2. "Seann William Scott"
3. "Drew Barrymore"
4. "John Goodman"
5. "Gwyneth Paltrow"
6. "Billy Bob Thornton"
7. "Derek Jeter"
8. "Hugh Jackman"
9. "Ellen DeGeneres"
10. "Josh Hartnett"
11. "Jack Black"
12. "Britney Spears"
13. "Jonny Moseley"
14. "Jon Stewart"
15. "Ian McKellen"
16. "Cameron Diaz"
17. "Dwayne Johnson"
18. "Alec Baldwin"
19. "Kirsten Dunst"
20. "Winona Ryder"

### 28ª Temporada
1. "Matt Damon"
2. "Sarah Michelle Gellar"
3. "John McCain"
4. "Eric McCormack"
5. "Nia Vardalos"
6. "Brittany Murphy"
7. "Robert De Niro"
8. "Al Gore"
9. "Jeff Gordon"
10. "Ray Liotta"
11. "Matthew McConaughey"
12. "Jennifer Garner"
13. "Christopher Walken"
14. "Queen Latifah"
15. "Salma Hayek"
16. "Bernie Mac"
17. "Ray Romano"
18. "Ashton Kutcher"
19. "Adrien Brody"
20. "Dan Aykroyd"

### 29ª Temporada
1. "Jack Black"
2. "Justin Timberlake"
3. "Halle Berry"
4. "Kelly Ripa"
5. "Andy Roddick"
6. "Alec Baldwin"
7. "Al Sharpton"
8. "Elijah Wood"
9. "Jennifer Aniston"
10. "Jessica Simpson e Nick Lachey"
11. "Megan Mullally"
12. "Drew Barrymore"
13. "Christina Aguilera"
14. "Colin Firth"
15. "Ben Affleck"
16. "Donald Trump"
17. "Janet Jackson"
18. "Lindsay Lohan"
19. "Snoop Dogg"
20. Mary-Kate Olsen e Ashley Olsen"

### 30ª Temporada
1. "Ben Affleck"
2. "Queen Latifah"
3. "Jude Law"
4. "Kate Winslet"
5. "Liam Neeson"
6. "Luke Wilson"
7. "Colin Farrell"
8. "Robert De Niro"
9. "Topher Grace"
10. "Paul Giamatti"
11. "Paris Hilton"
12. "Jason Bateman"
13. "Hilary Swank"
14. "David Spade"
15. "Ashton Kutcher"
16. "Cameron Diaz"
17. "Tom Brady"
18. "Johnny Knoxville"
19. "Will Ferrell"
20. "Lindsay Lohan"

### 31ª Temporada
1. "Steve Carell"
2. "Jon Heder"
3. "Catherine Zeta-Jones"
4. "Lance Armstrong"
5. "Jason Lee"
6. "Eva Longoria Parker"
7. "Dane Cook"
8. "Alec Baldwin"
9. "Jack Black"
10. "Scarlett Johansson"
11. "Peter Sarsgaard"
12. "Steve Martin"
13. "Natalie Portman"
14. "Matt Dillon"
15. "Antonio Banderas"
16. "Lindsay Lohan"
17. "Tom Hanks"
18. "Julia Louis-Dreyfus"
19. "Kevin Spacey"

### 32ª Temporada
|    |             |                                   |                             |                         |  |
| Nº | Nº na Série | Apresentador(es)/Apresentadora(s) | Convidado/Convidada Musical | Exibição Original       |  |
|    |             |                                   |                             |                         |  |
| 1  | 605         | "Dane Cook"                       | The Killers                 | 30 de Setembro de 2006  |  |
|    |             |                                   |                             |                         |  |
| 2  | 606         | "Jaime Pressly"                   | Corinne Bailey Rae          | 7 de Outubro de 2006    |  |
|    |             |                                   |                             |                         |  |
| 3  | 607         | "John C. Reilly"                  | My Chemical Romance         | 21 de Outubro de 2006   |  |
|    |             |                                   |                             |                         |  |
| 4  | 608         | "Hugh Laurie"                     | Beck                        | 28 de Outubro de 2006   |  |
|    |             |                                   |                             |                         |  |
| 5  | 609         | "Alec Baldwin"                    | Christina Aguilera          | 11 de Novembro de 2006  |  |
|    |             |                                   |                             |                         |  |
| 6  | 610         | "Ludacris"                        | Ludacris                    | 18 de Novembro de 2006  |  |
|    |             |                                   |                             |                         |  |
| 7  | 611         | "Matthew Fox"                     | Tenacious D                 | 2 de Dezembro de 2006   |  |
|    |             |                                   |                             |                         |  |
| 8  | 612         | "Annette Bening"                  | Gwen Stefani                | 9 de Dezembro de 2006   |  |
| 8  | 612         | "Annette Bening"                  | Akon                        | 9 de Dezembro de 2006   |  |
|    |             |                                   |                             |                         |  |
| 9  | 613         | "Justin Timberlake"               | Justin Timberlake           | 16 de Dezembro de 2006  |  |
|    |             |                                   |                             |                         |  |
| 10 | 614         | "Jake Gyllenhaal"                 | The Shins                   | 13 de Janeiro de 2007   |  |
|    |             |                                   |                             |                         |  |
| 11 | 615         | "Jeremy Piven"                    | AFI                         | 20 de Janeiro de 2007   |  |
|    |             |                                   |                             |                         |  |
| 12 | 616         | "Drew Barrymore"                  | Lily Allen                  | 3 de Fevereiro de 2007  |  |
|    |             |                                   |                             |                         |  |
| 13 | 617         | "Forest Whitaker"                 | Keith Urban                 | 10 de Fevereiro de 2007 |  |
|    |             |                                   |                             |                         |  |
| 14 | 618         | "Rainn Wilson"                    | Arcade Fire                 | 24 de Fevereiro de 2007 |  |
|    |             |                                   |                             |                         |  |
| 15 | 619         | "Julia Louis-Dreyfus"             | Snow Patrol                 | 17 de Março de 2007     |  |
|    |             |                                   |                             |                         |  |
| 16 | 620         | "Peyton Manning"                  | Carrie Underwood            | 24 de Março de 2007     |  |
|    |             |                                   |                             |                         |  |
| 17 | 621         | "Shia LaBeouf"                    | Avril Lavigne               | 14 de Abril de 2007     |  |
|    |             |                                   |                             |                         |  |
| 18 | 622         | "Scarlett Johansson"              | Björk                       | 21 de Abril de 2007     |  |
|    |             |                                   |                             |                         |  |
| 19 | 623         | "Molly Shannon"                   | Linkin Park                 | 12 de Maio de 2007      |  |
|    |             |                                   |                             |                         |  |
| 20 | 624         | "Zach Braff"                      | Maroon 5                    | 19 de Maio de 2007      |  |
|    |             |                                   |                             |                         |  |

### 33ª Temporada
|    |             |                                   |                             |                         |  |
| Nº | Nº na Série | Apresentador(es)/Apresentadora(s) | Convidado/Convidada Musical | Exibição Original       |  |
|    |             |                                   |                             |                         |  |
| 1  | 625         | "LeBron James"                    | Kanye West                  | 29 de Setembro de 2007  |  |
|    |             |                                   |                             |                         |  |
| 2  | 626         | "Seth Rogen"                      | Spoon                       | 6 de Outubro de 2007    |  |
|    |             |                                   |                             |                         |  |
| 3  | 627         | "Jon Bon Jovi"                    | Foo Fighters                | 13 de Outubro de 2007   |  |
|    |             |                                   |                             |                         |  |
| 4  | 628         | "Brian Williams"                  | Feist                       | 3 de Novembro de 2007   |  |
|    |             |                                   |                             |                         |  |
| 5  | 629         | "Tina Fey"                        | Carrie Underwood            | 23 de Fevereiro de 2008 |  |
|    |             |                                   |                             |                         |  |
| 6  | 630         | "Elliot Page"                     | Wilco                       | 1 de Março de 2008      |  |
|    |             |                                   |                             |                         |  |
| 7  | 631         | "Amy Adams"                       | Vampire Weekend             | 8 de Março de 2008      |  |
|    |             |                                   |                             |                         |  |
| 8  | 632         | "Jonah Hill"                      | Mariah Carey                | 15 de Março de 2008     |  |
|    |             |                                   |                             |                         |  |
| 9  | 633         | "Christopher Walken"              | Panic! at the Disco         | 5 de Abril de 2008      |  |
|    |             |                                   |                             |                         |  |
| 10 | 634         | "Ashton Kutcher"                  | Gnarls Barkley              | 12 de Abril de 2008     |  |
|    |             |                                   |                             |                         |  |
| 11 | 635         | "Shia LaBeouf"                    | My Morning Jacket           | 10 de Maio de 2008      |  |
|    |             |                                   |                             |                         |  |
| 12 | 636         | "Steve Carell"                    | Usher                       | 17 de Maio de 2008      |  |
|    |             |                                   |                             |                         |  |

### 34ª Temporada
|    |             |                                   |                             |                         |  |
| Nº | Nº na Série | Apresentador(es)/Apresentadora(s) | Convidado/Convidada Musical | Exibição Original       |  |
|    |             |                                   |                             |                         |  |
| 1  | 637         | "Michael Phelps"                  | Lil Wayne                   | 13 de setembro de 2008  |  |
|    |             |                                   |                             |                         |  |
| 2  | 638         | "James Franco"                    | Kings of Leon               | 20 de Setembro de 2008  |  |
|    |             |                                   |                             |                         |  |
| 3  | 639         | "Anna Faris"                      | Duffy                       | 27 de Setembro de 2008  |  |
|    |             |                                   |                             |                         |  |
| 4  | 640         | "Anne Hathaway"                   | The Killers                 | 4 de Outubro de 2008    |  |
|    |             |                                   |                             |                         |  |
| 5  | 641         | "Josh Brolin"                     | Adele                       | 18 de Outubro de 2008   |  |
|    |             |                                   |                             |                         |  |
| 6  | 642         | "Jon Hamm"                        | Coldplay                    | 25 de Outubro de 2008   |  |
|    |             |                                   |                             |                         |  |
| 7  | 643         | "Ben Affleck"                     | David Cook                  | 1 de Novembro de 2008   |  |
|    |             |                                   |                             |                         |  |
| 8  | 644         | "Paul Rudd"                       | Beyoncé                     | 15 de Novembro de 2008  |  |
|    |             |                                   |                             |                         |  |
| 9  | 645         | "Tim McGraw"                      | Ludacris                    | 22 de Novembro de 2008  |  |
| 9  | 645         | "Tim McGraw"                      | T-Pain                      | 22 de Novembro de 2008  |  |
|    |             |                                   |                             |                         |  |
| 10 | 646         | "John Malkovich"                  | T.I.                        | 6 de Dezembro de 2008   |  |
|    |             |                                   |                             |                         |  |
| 11 | 647         | "Hugh Laurie"                     | Kanye West                  | 13 de Dezembro de 2008  |  |
|    |             |                                   |                             |                         |  |
| 12 | 648         | "Neil Patrick Harris"             | Taylor Swift                | 10 de Janeiro de 2009   |  |
|    |             |                                   |                             |                         |  |
| 13 | 649         | "Rosario Dawson"                  | Fleet Foxes                 | 17 de Janeiro de 2009   |  |
|    |             |                                   |                             |                         |  |
| 14 | 650         | "Steve Martin"                    | Jason Mraz                  | 31 de Janeiro de 2009   |  |
|    |             |                                   |                             |                         |  |
| 15 | 651         | "Bradley Cooper"                  | TV on the Radio             | 7 de Fevereiro de 2009  |  |
|    |             |                                   |                             |                         |  |
| 16 | 652         | "Alec Baldwin"                    | Jonas Brothers              | 14 de Fevereiro de 2009 |  |
|    |             |                                   |                             |                         |  |
| 17 | 653         | "Dwayne Johnson"                  | Ray LaMontagne              | 7 de Março de 2009      |  |
|    |             |                                   |                             |                         |  |
| 18 | 654         | "Tracy Morgan"                    | Kelly Clarkson              | 14 de Março de 2009     |  |
|    |             |                                   |                             |                         |  |
| 19 | 655         | "Seth Rogen"                      | Phoenix                     | 4 de Abril de 2009      |  |
|    |             |                                   |                             |                         |  |
| 20 | 656         | "Zac Efron"                       | Yeah Yeah Yeahs             | 11 de Abril de 2009     |  |
|    |             |                                   |                             |                         |  |
| 21 | 657         | "Justin Timberlake"               | Ciara                       | 9 de Maio de 2009       |  |
|    |             |                                   |                             |                         |  |
| 22 | 658         | "Will Ferrell"                    | Green Day                   | 16 de Maio de 2009      |  |
|    |             |                                   |                             |                         |  |

### 35ª Temporada
|    |             |                                   |                                 |                   |  |
| Nº | Nº na Série | Apresentador(es)/Apresentadora(s) | Convidado/Convidada Musical     | Exibição Original |  |
|    |             |                                   |                                 |                   |  |
| 1  | 659         | "Megan Fox"                       | U2                              |                   |  |
|    |             |                                   |                                 |                   |  |
| 2  | 660         | "Ryan Reynolds"                   | Lady Gaga                       |                   |  |
|    |             |                                   |                                 |                   |  |
| 3  | 661         | "Drew Barrymore"                  | Regina Spektor                  |                   |  |
|    |             |                                   |                                 |                   |  |
| 4  | 662         | "Gerard Butler"                   | Shakira                         |                   |  |
|    |             |                                   |                                 |                   |  |
| 5  | 663         | "Taylor Swift"                    | Taylor Swift                    |                   |  |
|    |             |                                   |                                 |                   |  |
| 6  | 664         | "January Jones"                   | Black Eyed Peas                 |                   |  |
|    |             |                                   |                                 |                   |  |
| 7  | 665         | "Joseph Gordon-Levitt"            | Dave Matthews Band              |                   |  |
|    |             |                                   |                                 |                   |  |
| 8  | 666         | "Blake Lively"                    | Rihanna                         |                   |  |
|    |             |                                   |                                 |                   |  |
| 9  | 667         | "Taylor Lautner"                  | Bon Jovi                        |                   |  |
|    |             |                                   |                                 |                   |  |
| 10 | 668         | "James Franco"                    | Muse                            |                   |  |
|    |             |                                   |                                 |                   |  |
| 11 | 669         | "Charles Barkley"                 | Alicia Keys                     |                   |  |
|    |             |                                   |                                 |                   |  |
| 12 | 670         | "Sigourney Weaver"                | The Ting Tings                  |                   |  |
|    |             |                                   |                                 |                   |  |
| 13 | 671         | "Jon Hamm"                        | Michael Bublé                   |                   |  |
|    |             |                                   |                                 |                   |  |
| 14 | 672         | "Ashton Kutcher"                  | Them Crooked Vultures           |                   |  |
|    |             |                                   |                                 |                   |  |
| 15 | 673         | "Jennifer Lopez"                  | Jennifer Lopez                  |                   |  |
|    |             |                                   |                                 |                   |  |
| 15 | 674         | "Zach Galifianakis"               | Vampire Weekend                 |                   |  |
|    |             |                                   |                                 |                   |  |
| 16 | 675         | "Jude Law"                        | Pearl Jam                       |                   |  |
|    |             |                                   |                                 |                   |  |
| 17 | 676         | "Tina Fey"                        | Justin Bieber                   |                   |  |
|    |             |                                   |                                 |                   |  |
| 18 | 677         | "Ryan Phillippe"                  | Ke$ha                           |                   |  |
|    |             |                                   |                                 |                   |  |
| 19 | 678         | "Gabourey Sidibe"                 | Miley Cyrus                     |                   |  |
|    |             |                                   |                                 |                   |  |
| 20 | 679         | "Betty White"                     | Jay-Z                           |                   |  |
|    |             |                                   |                                 |                   |  |
| 21 | 680         | "Alec Baldwin"                    | Tom Petty and the Heartbreakers |                   |  |

### 36ª Temporada
|    |             |                                   |                             |                         |   |  |  |  |  |  |  |
| Nº | Nº na Série | Apresentador(es)/Apresentadora(s) | Convidado/Convidada Musical | Exibição Original       |   |  |  |  |  |  |  |
|    |             |                                   |                             |                         |   |  |  |  |  |  |  |
| 1  | 681         | "Amy Poehler"                     | Katy Perry                  | 25 de Setembro de 2010  |   |  |  |  |  |  |  |
|    |             |                                   |                             |                         |   |  |  |  |  |  |  |
| 2  | 682         | "Bryan Cranston"                  | Kanye West                  | 2 de Outubro de 2010    |   |  |  |  |  |  |  |
|    |             |                                   |                             |                         |   |  |  |  |  |  |  |
| 3  | 683         | "Jane Lynch"                      | Bruno Mars                  | 9 de Outubro de 2010    |   |  |  |  |  |  |  |
|    |             |                                   |                             |                         |   |  |  |  |  |  |  |
| 4  | 684         | "Emma Stone"                      | Kings of Leon               | 22 de Outubro de 2010   |   |  |  |  |  |  |  |
|    |             |                                   |                             |                         |   |  |  |  |  |  |  |
| 5  | 685         | "Jon Hamm"                        | Rihanna                     | 29 de Outubro de 2010   |   |  |  |  |  |  |  |
|    |             |                                   |                             |                         |   |  |  |  |  |  |  |
| 6  | 686         | "Scarlett Johansson"              | Arcade Fire                 | 12 de Novembro de 2010  |   |  |  |  |  |  |  |
|    |             |                                   |                             |                         |   |  |  |  |  |  |  |
| 7  | 687         | "Anne Hathaway"                   | Florence and the Machine    | 19 de Novembro de 2010  |   |  |  |  |  |  |  |
|    |             |                                   |                             |                         |   |  |  |  |  |  |  |
| 8  | 688         | "Robert De Niro"                  | Diddy-Dirty Money           | 3 de Dezembro de 2010   |   |  |  |  |  |  |  |
|    |             |                                   |                             |                         |   |  |  |  |  |  |  |
| 9  | 689         | "Paul Rudd"                       | Paul McCartney              | 10 de Dezembro de 2010  |   |  |  |  |  |  |  |
|    |             |                                   |                             |                         |   |  |  |  |  |  |  |
| 10 | 690         | "Jeff Bridges"                    | Eminem e Lil Wayne          | 18 de Dezembro de 2010  |   |  |  |  |  |  |  |
|    |             |                                   |                             |                         |   |  |  |  |  |  |  |
| 11 | 691         | "Jim Carrey"                      | The Black Keys              | 08 de Janeiro de 2011   |   |  |  |  |  |  |  |
|    |             |                                   |                             |                         |   |  |  |  |  |  |  |
| 12 | 692         | "Gwyneth Paltrow"                 | Cee Lo Green                | 15 de Janeiro de 2011   |   |  |  |  |  |  |  |
|    |             |                                   |                             |                         |   |  |  |  |  |  |  |
| 13 | 693         | "Jesse Eisenberg"                 | Nicki Minaj                 | 29 de Janeiro de 2011   |   |  |  |  |  |  |  |
|    |             |                                   |                             |                         |   |  |  |  |  |  |  |
| 14 | 694         | "Dana Carvey"                     | Linkin Park                 | 05 de Fevereiro de 2011 |   |  |  |  |  |  |  |
|    |             |                                   |                             |                         |   |  |  |  |  |  |  |
| 15 | 695         | "Russel Brand"                    | Chris Brown                 | 12 de Fevereiro de 2011 |   |  |  |  |  |  |  |
|    |             |                                   |                             |                         |   |  |  |  |  |  |  |
| 16 | 696         | "Miley Cyrus"                     | The Strokes                 | 05 de Março de 2011     |   |  |  |  |  |  |  |
|    |             |                                   |                             |                         |   |  |  |  |  |  |  |
| 17 | 697         | "Zach Galifianakis"               | Jessie J                    | 12 de Março de 2011     |   |  |  |  |  |  |  |
|    |             |                                   |                             |                         |   |  |  |  |  |  |  |
| 18 | 698         |                                   | Elton John                  | 02 de Abril de 2011     |   |  |  |  |  |  |  |
|    |             |                                   |                             |                         |   |  |  |  |  |  |  |
| 19 | 699         | "Helen Mirren"                    | Foo Fighters                | 09 de Abril de 2011     |   |  |  |  |  |  |  |
|    |             |                                   |                             |                         |   |  |  |  |  |  |  |
| 20 | 700         | "Tina Fey"                        | Ellie Goulding              | 07 de Maio de 2011      |   |  |  |  |  |  |  |
|    |             |                                   |                             |                         |   |  |  |  |  |  |  |
| 21 | 701         | "Ed Helms"                        | Paul Simon                  | 14 de Maio de 2011      |   |  |  |  |  |  |  |
|    |             |                                   |                             |                         |   |  |  |  |  |  |  |
| 22 | 702         | "Justin Timberlake"               | Lady GaGa                   | 21 de Maio de 2011      | - |  |  |  |  |  |  |

### Especiais
|    | |                         |  |  |  |
| Nº | Título | Exibição Original       |  |  |  |
|    | |                         |  |  |  |
| 1  | "Mardi Gras Special" | 28 de Fevereiro de 1977 |  |  |  |
| 1  | Um dos poucos episódios no ar a partir de fora dos estúdios da NBC no 30 Rockefeller Plaza, em Nova York, o especial Mardi Gras foi transmitido ao vivo de Nova Orleães no Mardi Gras de 1977. Foi apresentado por Randy Newman, que também executou canções, e contou com uma série de convidados especiais, incluindo Buck Henry, Eric Idle, Cindy Williams e Henry Winkler. |                         |  |  |  |
|    | |                         |  |  |  |
| 2  | "SNL Film Festival" | 2 de Março de 1985      |  |  |  |
| 2  | Um clip show apresentado por Billy Crystal, que apresentou os melhores curtas-metragens do SNL de 1981-1985, incluindo curtas-metragens por Albert Brooks, Gary Weis, Schiller Tom, e Christopher Guest. |                         |  |  |  |
|    | |                         |  |  |  |
| 3  | "Saturday Night Live 15th Anniversary Special" | 24 de Setembro de 1989  |  |  |  |
| 3  | Um show de aniversário comemorando a 15 ª temporada do SNL. Chevy Chase voltou a reprise de sua "queda na abertura" a céu aberto frio e Tom Hanks realizou o monólogo de abertura. Prince e Paul Simon cantaram. O programa apresentava uma série de convidados especiais, incluindo estrelas do SNL como Kevin Nealon, Phil Hartman, Dan Aykroyd, Jon Lovitz, Jane Curtin, Christopher Guest, Martin Short e Buck Henry, assim como outros, incluindo Robin Williams, Billy Crystal, Mary Tyler Moore, de OJ Simpson, e Bruce Willis. |                         |  |  |  |
|    | |                         |  |  |  |
| 4  | "Saturday Night Live 25th Anniversary Special" | 26 de Setembro de 1999  |  |  |  |
| 4  | Um olhar para trás, dos primeiros 25 anos. |                         |  |  |  |
|    | |                         |  |  |  |
| 5  | "Live from New York: The First 5 Years of Saturday Night Live" | 20 de Fevereiro de 2005 |  |  |  |
| 5  | Um olhar para trás do aumento de popularidade do SNL em 1975-1979. |                         |  |  |  |
|    | |                         |  |  |  |
| 6  | "SNL Goes Commercial" | 5 de Novembro de 2005   |  |  |  |
| 6  | Apresentado por Will Ferrell, um olhar para trás as mais memoráveis paródias de comerciais mais engraçadas dos últimos 30 anos de SNL. Este especial foi re-editado e apresentado com as novas paródias de comerciais em 8 de Março de 2009. |                         |  |  |  |
|    | |                         |  |  |  |
| 7  | "Lost & Found: SNL in the '80s" | 20 de Novembro de 2005  |  |  |  |
| 7  | Um olhar para trás da história rochosa do SNL na década de 1980: Jean Doumanian de posse como produtor para a temporada 1980-1981, o cancelamento temporário, reequipar e reviver o SNL com a ajuda de Dick Eberso, Eddie Murphy e Joe Piscopo, o retorno de Lorne Michaels em 1985 (com um elenco que seria novamente soletrar a desgraça para o show). |                         |  |  |  |
|    | |                         |  |  |  |
| 8  | "Saturday Night Live: The Best of Saturday TV Funhouse" | 29 de Abril de 2006     |  |  |  |
|    | |                         |  |  |  |
| 9  | "Saturday Night Live: Best of 06-07" | 5 de Maio de 2007       |  |  |  |
|    | |                         |  |  |  |
| 10 | "Saturday Night Live in the '90s: Pop Culture Nation" | 6 de Maio de 2007       |  |  |  |
|    | |                         |  |  |  |
| 11 | "Michael Cera/Yo La Tengo" | 17 de Novembro de 2007  |  |  |  |
|    | |                         |  |  |  |
| 12 | "Saturday Night Live Presidential Bash 2008" | 3 de Novembro de 2008   |  |  |  |
|    | |                         |  |  |  |
| 13 | "Saturday Night Live Sports Extra 2009" | 4 Janeiro de 2009       |  |  |  |
|    | |                         |  |  |  |
| 14 | "Saturday Night Live Just Game Show Parodies" | 8 de Março de 2009      |  |  |  |
|    | |                         |  |  |  |
| 15 | "Saturday Night Live: Just Shorts" | 17 de Maio de 2009      |  |  |  |
|    | |                         |  |  |  |
| 16 | "Saturday Night Live Presents: A Very Gilly Christmas" | 17 de Dezembro de 2009  |  |  |  |
|    | |                         |  |  |  |
| 17 | "Saturday Night Live Sports All-Stars" | 31 de Janeiro de 2010   |  |  |  |
|    | |                         |  |  |  |